# Stary cmentarz żydowski w Bełżycach
Stary cmentarz żydowski w Bełżycach – kirkut założony przypuszczalnie w XVI wieku. Znajduje się przy obecnej ulicy Bednarskiej. Miał powierzchnię 0,56 ha. 
Cmentarz został zamknięty na mocy decyzji władz sanitarnych Księstwa Warszawskiego w 1810 roku. Do czasów I wojny światowej były na nim jeszcze nagrobki, w tym jeden z 1700 roku. W 1940 roku Niemcy splantowali teren. Nie zachowały się żadne macewy. Po wojnie na terenie cmentarza wzniesiono zabudowania, w tym budynki domu kultury.
Został tu pochowany m.in. Jakub Nachman.